# Prescripción electrónica
La prescripción electrónica (en inglés e-prescribing, e-Rx) consiste en la generación, transmisión y rellenado electrónico de recetas médicas, por medios informáticos (computadora o un dispositivo móvil -como una tableta o teléfono móvil- ), que sustituye al uso tradicional de papel y tinta. De esta forma, se puede rellenar y/o remitir una prescripción, directamente a farmacia. 
Posibilita que el personal sanitario (médicos, dentistas, farmacéuticos, enfermeras, y demás personal de este ramo), envíe (electrónicamente) a una farmacia, recetas menos erróneas y más claras y precisas. El objetivo de esta modalidad de prescripción es reducir los riesgos relacionados con las recetas tradicionales o escritas manualmente.

## Funcionalidades
Las prescripciones médicas electrónicas se emiten a través de un sistema de información, o programa de computadora. Deben garantizar disponibilidad de:
- Datos generales del paciente
- Historial médico del paciente
- Transparencia en el proceso de recetar al posibilitar el seguimiento desde el consultorio médico hasta el mostrador de la farmacia. Información acerca de tratamientos recientes, actuales o vigentes.[1]
- Acceso a prescripciones vigentes y posibilidad de modificarlas
- Habilitar quién puede modificarlas, tanto en dosis o medicamentos
- Acceso a prescripciones impresas previas
- Transmisión electrónica de las prescripciones a nodos de transacción
- Eficiencia del proceso prescriptivo porque a través de las estadísticas de uso el médico puede saber cuántas recetas emite, cuál es su diagnóstico más común, con qué medicamentos se relaciona y en cuántas recetas aparece.[1]
- Verificaciones seguras usando un sistema de soporte de decisiones, conocido como «revisión de utilización de medicamento». Los controles de seguridad incluyen:
  - Indicaciones automatizadas que ofrecen información acerca del medicamento prescrito
  - Consumo potencial (dosis) inapropiado
  - Vía de administración
  - Interacción o reacción entre medicamentos
  - Reacciones alérgicas
  - Advertencias relativas al uso del medicamento
- Proveen información acerca de:
  - Los medicamentos, en formularios escalonados
  - Elegibilidad de los pacientes
  - Requerimientos de autorización recibidos electrónicamente, de la empresa aseguradora a la que esté afiliado el paciente
- Integración con otros sistemas de información (bases de datos médicas, farmacéuticas, etcétera)
- Sugerencia, si es el caso, de alternativas médicas o terapéuticas de bajo costo
- Instrucción educativa (por ejemplo: educación para el paciente, retroalimentación a los laboratorios médicos o farmacéuticos)

## Modelo prescriptivo
Los componentes básicos de un sistema de emisión de recetas médicas electrónicas son:
1. Prescriptor o emisor: médicos generales y especializados
2. Centro o nodo de transacciones
3. Farmacias que cuentan con el sistema eRx
4. Gerente o responsable de la farmacia. Es el agente intermediario que garantiza la exactitud de la información

En otros modelos no se incluye este último agente en el proceso de emisión y comunicación de las prescripciones.
Aunado a esto, las farmacias también pueden generar o prescribir exámenes médicos.

### Prescriptor o emisor
El responsable de la emisión de las eRx es parte del personal médico. Es quien usa el sistema de prescripción electrónica, mediante un proceso de autentificación o verificación de su identidad.
En una base de datos, este agente busca la información general de los pacientes (nombre completo, fecha de nacimiento, dirección, etcétera) y selecciona el expediente respectivo. Una vez encontrado el correcto, el emisor revisa la información médica más reciente y actualiza o genera una nueva prescripción, que a su vez se guarda en el expediente del paciente.

### Nodo de transacción
Este nodo es el punto de reunión o convergencia de todos los actores (emisor, farmacia y gerente o responsable de farmacia). En él se alojan y mantienen un índice maestro del paciente (para acceso rápido a su información médica) y una lista de farmacias.
Cuando el prescriptor actualiza la receta dentro del expediente de un paciente, la información se envía al nodo de transacción.

### Farmacia
Cuando una farmacia recibe la prescripción desde un nodo de transacción, envía un mensaje de confirmación de recepción. También puede comunicarse con el prescriptor o emisor de la receta médica. Posteriores desarrollos de este sistema habilitarán la posibilidad de enviar mensajes en caso de que los pacientes no hayan recogido su medicamento, o si es tarde para ir por él, y así mejorar la atención a los pacientes.

### Laboratorios médicos
Cuando un laboratorio médico recibe una prescripción, este se comunicará con el paciente para calendarizar su cita. La ventaja de la prescripción electrónica en radiología consiste en que minimiza el tiempo entre la orden y la ejecución de las radiografías, así como la posibilidad de pérdida de una receta escrita en papel, ya que, si ocurre esto, puede ser complicado para pacientes con afecciones subyacentes. Tan pronto haya recibido el laboratorio médico la solicitud, se comunica con el paciente para agendar su cita.

## Beneficios
Comparado con la prescripción física, la electrónica puede mejorar la salud y reducir costos, porque:
- Reduce errores en la prescripción y el surtido de las recetas médicas.
- Disminuye el trabajo necesario para realizar una prescripción.
- Aumenta la velocidad en la recepción de medicamentos prescritos.
- Evita reacciones adversas e iteraciones farmacológicas.
- Aporta mayor confiabilidad, al ofrecer medicamentos sustitutos o alternativos de menor costo, al revisar el formulario del proveedor de seguros, en la oficina del médico.
- Mejora el cumplimiento del tratamiento médico (dosis e ingesta del medicamento, en tiempo), por reducir la pérdida o incompletitud de las recetas, a costos menores para el paciente.
- Reduce la incidencia en el desvío de medicamentos (abuso), pues alerta, a los proveedores médicos y a las farmacias, de duplicidad de recetas médicas en medicamentos controlados.[3]

Modificaciones seguras son altamente deseables. En el 2000, el Instituto de Medicina identificó que en el sistema de salud los errores médicos más comunes ocurren por la prescripción. Estima que eso ocasiona varios cientos de decesos cada año.

### Mejoramiento de la seguridad y de la calidad de salud del paciente
Se obtiene:
- Eliminación de la ilegibilidad de las prescripciones manuscritas
- Disminución del riesgo de cometer errores en la medicación y, simultáneamente, los riesgos en la responsabilidad de las partes
- Reducción considerable de:
  - Malos entendidos o confusiones orales relacionadas con prescripciones manuscritas
  - Necesidad de llamadas telefónicas entre prescriptores y dispensadores o surtidores de las recetas médicas

Algunas de las causas en la medicación errónea incluyen los yerros siguientes:
- Mala interpretación, del personal de las farmacias, de recetas ilegibles o nomenclatura ambigua.
- Desconocimiento, de quien prescribe el medicamento, en lo relativo a la dosis deseada de un fármaco y a mezcla o combinación con otras medicinas.

La prescripción electrónica tiene el potencial de eliminar la mayoría de este tipo de errores, mediante sistemas de aviso y alerta instalados en los puntos de salud. Estos sistemas pueden mejorar todo el proceso de administración de medicamentos por medio de sistemas de apoyo de decisiones clínicas, los cuales pueden realizar validaciones con respecto a los tratamientos médicos (mezcla o interacción de medicamentos prescritos, alergias a dichas combinaciones, diagnósticos previos, peso, edad, pertinencia de medicamentos y dosificación correcta). Basado en algoritmos, el sistema puede dar aviso a prescriptores acerca de incongruencias, reacciones adversas o tratamientos duplicados.
La computadora también puede asegurar la codificación clara e inequívoca de instrucciones al farmacéutico, y el sistema de apoyo de decisiones puede identificar o marcar dosis o combinaciones letales de medicamentos. La prescripción electrónica posibilita un mayor acceso a los expedientes médicos de los pacientes y su historial prescriptivo. Teniendo acceso a la información de todos los proveedores de servicios de salud, al momento de elaborar las prescripciones médicas, es posible enviar, a los emisores, alertas relacionadas con usos inapropiados de las medicinas o combinación con otros fármacos, o con asuntos médicos en cuestión.

### Reducción del tiempo invertido en confirmaciones telefónicas
Se estima que el 30 por ciento de las prescripciones emitidas requiere confirmaciones telefónicas de las farmacias. Esto implica menor tiempo disponible del farmaceuta para realizar sus funciones principales: instruir o informar a los consumidores acerca de los medicamentos. En respuesta a esto, las prescripciones electrónicas pueden reducir en grado significativo las confirmaciones telefónicas relacionadas con la ilegibilidad, los errores en la selección en las prescripciones, así como el tiempo invertido en el teléfono. Esto último impacta en el flujo de trabajo de las oficinas, al hacerlo más eficiente y mejorar su productividad.

### Reducción del tiempo de envío de recetas a farmacias
Tanto los emisores de las eRx como las farmacias pueden ahorrar tiempo y recursos en enviar (vía electrónica o fax) las prescripciones, al disminuir los costos de trabajo, envío y gasto de papel relacionados con la falta de confiabilidad en las recetas.

## Marco legal de la prescripción electrónica

### En España
El marco jurídico que ha permitido el desarrollo de la receta electrónica es el RD 1718/2010, sobre receta médica y órdenes de dispensación.

### En México
En 2011 la Comisión de Salud de la Cámara de Diputados aprobó, por primera vez y como un esfuerzo de innovación y vanguardia, la posibilidad de expedir recetarios médicos electrónicas (solo para medicamentos de la fracción 1). Esto forma parte del la estrategia 4.7.2, Implementar una mejora regulatoria integral, del Plan Nacional de Desarrollo 2013-2018. Los recetarios electrónicos son ejemplo de mejoras regulatorias relacionadas con el sector salud que cumplen políticas de revisión normativa, simplificación y homologación nacional de trámites.
A finales de este mismo año se publicaron las Reglas generales para la tramitación electrónica de permisos para el uso de recetarios especiales con código de barras para medicamentos de la fracción I del artículo 226 de la Ley General de Salud en el Diario Oficial de la Federación. En las que se detallan los requisitos que deben tener los profesionales de la salud para obtener, tramitar y utilizar los recetarios electrónicos.
Los objetivos de esta integración tecnológica son:
- Protección de la salud de la población.
- Eficientar recursos materiales y humanos en las actividades de verificación de la autoridad sanitaria.
- Hacer uso eficiente de las tecnologías de la información que optimicen la interacción de los particulares con el quehacer gubernamental.

Para cumplir con la normatividad establecida, las prescripciones médicas electrónicas deben tener al menos 3 características: garantizar la integridad de los datos, garantizar la identidad del médico y garantizar que solo se compre una vez.
En México las recetas médicas electrónicas aún no son la práctica común, pero este no es el caso a nivel internacional. En Estados Unidos esta tecnología se está convirtiendo en la norma, y en los estados de Nueva York y Minnesota las prescripciones electrónicas ya son obligatorias. Esta medida no solo responde a una digitalización generalizada de nuestra información, sino a ventajas muy concretas de las prescripciones electrónicas.